# Camallera
Camallera es una localidad española del municipio de Saus, Camallera i Llampaies, situada en la comarca del Alto Ampurdán y perteneciente a la provincia de Gerona, en la comunidad autónoma de Cataluña.

## Historia
Hacia mediados del siglo XIX, el lugar tenía contabilizados 141 habitantes. Aparece descrito en el quinto volumen del Diccionario geográfico-estadístico-histórico de España y sus posesiones de Ultramar de Pascual Madoz de la siguiente manera:

CAMALLERA: l. con ayunt. en la prov., part. jud. y dióc. de Gerona (3 1/2 leg.), aud. terr. c. g. de Barcelona (18 3/4): sit. en la carretera que conduce de Gerona á Cadaques por Castellon de Ampurias y Rosas, en terreno llano, con buena venlilacion y clima sano; las enfermedades mas comunes son fiebres intermitentes. Tiene 35 ó 40 casas, y una igl. parr., servida por un cura de ingreso; los vec. se surten de aguas de pozo y de fuente para beber y demas usos domésticos. El térm. confina N. Saus; E. Palau, ambos del part. de Figueras; S. Pins, y O. LLampallás; es de muy corta estension, pero el terreno en general, de mediana calidad, y la mayor dedicado al cultivo, aunque no carece de algun bosque arbolado. caminos: los hay locales de herradura, y la mencionada carretera. prod.: trigo, avena, legumbres, aceite y vino; cria algun ganado, y caza de varias especies.pobl. 28 vec. de catastro, 141 alm. cap. prod.: 1.933,200. imp.: 48,330.
(Madoz, 1846, p. 324)

En el censo de 1857 el municipio de Camallera estaba integrado en el de Saus. En 2006 el municipio de Saus cambió su nombre por el de Saus, Camallera i Llampaies, con el fin de «una mejor identificación de los tres núcleos de población que integran el municipio». En 2022, la entidad singular de población de Camallera tenía empadronados 626 habitantes y el núcleo de población 619 habitantes.